# Alb (folclore)

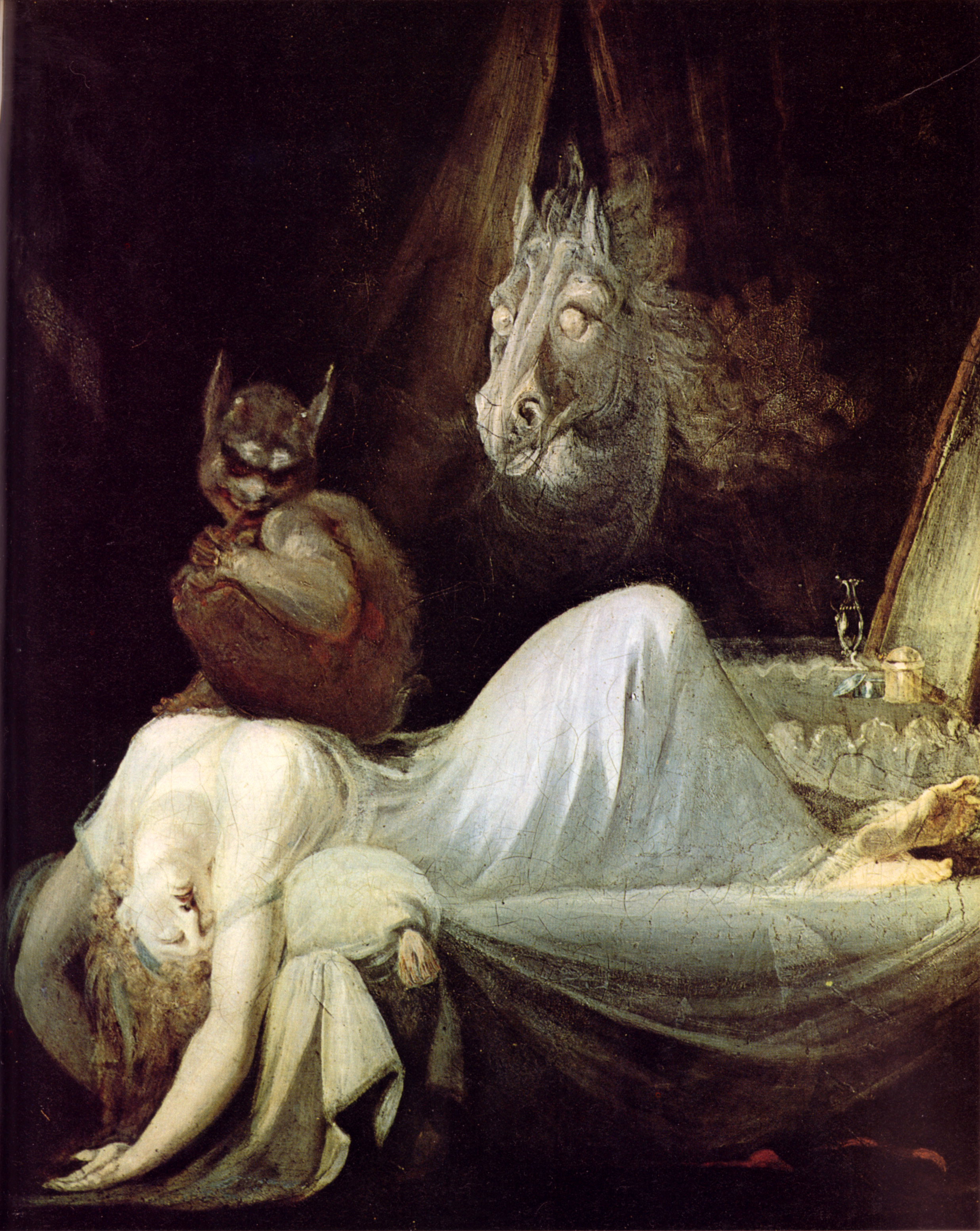
Nachtmahr (Johann Heinrich Füssli, 1802)

Alb (em alemão: Alb ou Nachtalb, pronunciado ['naxtalp]) é uma denominação tardia para uma criatura fantástica e lendária chamada originalmente de Mahr e que, durante a noite, faz peso sobre o peito das pessoas (cp. pesadelo) e as incute horror.
Geralmente se trata de um ser pequeno e negro que ataca pessoas e animais domésticos durante o sono, raramente também coisas. Ele entra pelo buraco das fechaduras ou pelos ocos das árvores. O ataque está associado a um estado de ansiedade e uma dificuldade de respirar.
Em algumas histórias, o Mahr tem um caráter claramente erótico. São relatadas relações sexuais entre pessoas e a criatura. Ele pertence, junto com o lobisomem, ao tipo de criaturas solitárias que podem mudar de forma. Os mahr trazem doenças e, em algumas regiões da Escandinávia, a linha entre eles e bruxas, seres que roubam o leite das mães, mortos-vivos e fantasmas é tênue. O tema é pré-cristão e internacional.

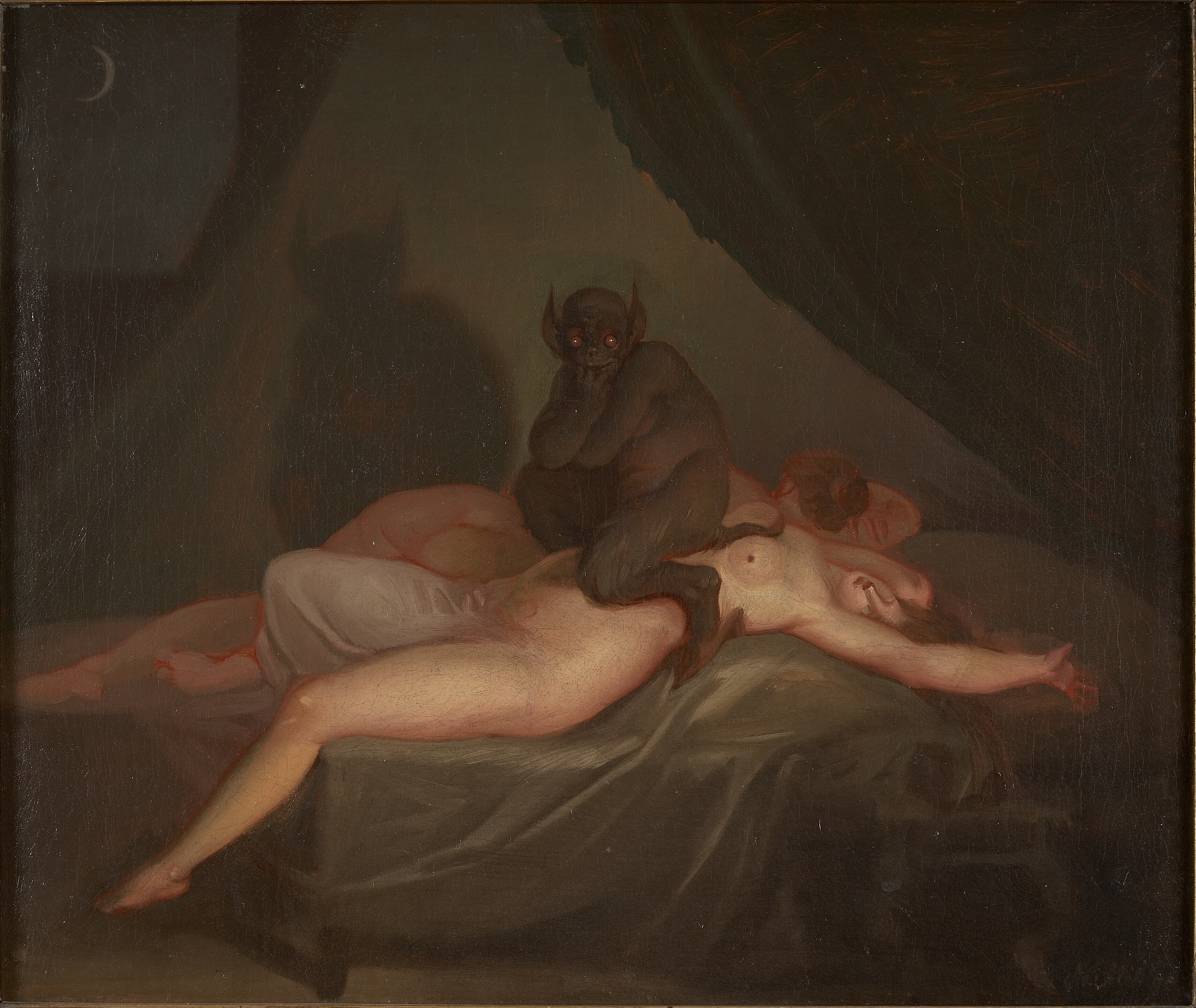
Mareridt (Nikolaj Abraham Abildgaard, 1800)

Segundo os textos da literatura escandinava antiga, trata-se de personagens que podem mudar a forma de seu “hugr”. “Hugr” é mais do que a alma no sentido cristão, é todo o ser imaterial do homem, mas também seus pensamentos e desejos.

Uma relação próxima pode ser estabelecida com o ser de Odin. Snorri diz sobre Odin:
“Óðinn skipti hömum. Lá þá búkurinn sem sofinn eða dauður en hann var þá fugl eða dýr, fiskur eða ormur og fór á einni svipstund á fjarlæg lönd að sínum erindum eða annarra manna.”
"Se Odin quisesse mudar de forma, jazeria então seu corpo como dormente ou morto, ele próprio, porém, era uma ave, um animal selvagem, um peixe ou uma cobra. Ele podia num piscar de olhos ir a terras distantes nos assuntos seus ou de outros."

– Heimskringla, Saga dos Ynglingos, cap. 7.

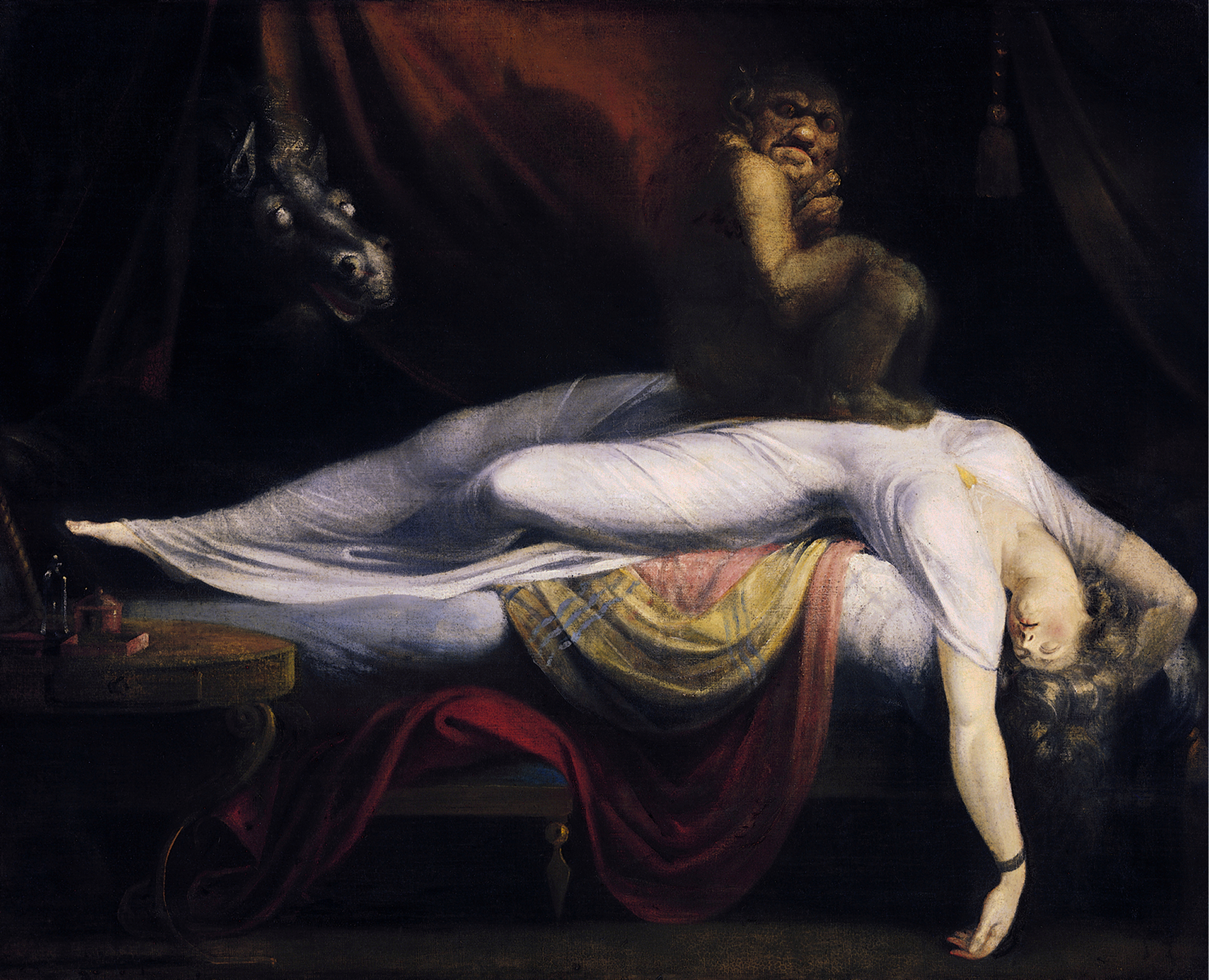
O Pesadelo (J. H. Füssli, 1781)

O Mahr nórdico, diferentemente de bruxas e outros feiticeiros, sempre está relacionado à “cavalgada” e ao infligir males no crepúsculo ou à noite. Outros espíritos nunca cavalgam. No antigo direito cristão norueguês, cavalgar como o Mahr é expressamente punido. “Quando provado que uma mulher cavalga um homem ou aqueles que moram com ele…” diz o § 46 do direito cristão do Eidsivathing. A possibilidade de mudar de forma como o Mahr e executar sua cavalgada é apresentada como uma possibilidade real.
A Eyrbyggja saga da metade do século XIII trata do ciúme das duas mulheres Geirrid e Katla em que Gerrid é depois acusada num processo por ter agido como um mahr. Da mesma forma, na Saga dos Ynglingos, a morte de Vanlandi é atribuída a um mahr feminino que foi atiçado na Finlândia por sua mulher abandonada para ir atrás dele, que então demorava-se em Uppsala.
“Þá gerðist honum svefnhöfugt og lagðist hann til svefns. En er hann hafði lítt sofnað kallaði hann og sagði að mara trað hann. Menn hans fóru til og vildu hjálpa honum en er þeir tóku uppi til höfuðsins þá trað hún fótleggina svo að nær brotnuðu. Þá tóku þeir til fótanna. Þá kafði hún höfuðið svo að þar dó hann.”

Então ele ficou sonolento e deitou-se para dormir. Quando ele, porém, havia dormido só um pouco, gritou e disse que um mahr feminino o pisava. Então sua gente veio e queriam ajudá-lo. Quando eles, porém, seguraram sua cabeça, a criatura pisou em suas pernas de forma que quase se quebraram. Eles agora agarram seus pés, mas o Mahr agora apertava tanto sua cabeça que ele tinha de morrer ali.

– Heimskringla, Saga dos Ynglingos, cap. 13.
Na Idade Média a criatura mitológica continuou viva na forma de diversas superstições e contava-se ela entre negros espíritos da montanha, anões e elfos noturnos.
Nas sagas da Baixa Alemanha, a maior parte das Mahrt femininas assume as funções do mahr, mas pouco se assemelha à sua forma.
Também o Schrat de muitas lendas da Floresta Negra é de fato uma modificação do Mahr. Também aqui geralmente se trata de um personagem feminino ou mesmo uma bruxa que deixa seu corpo e, na forma de um canudo, se infiltra no quarto de suas vítimas pelo buraco da fechadura. Lá chegando, atormenta e “aperta” sua vítima até a completa exaustão. Além disso, é dito do schrat que muitas vezes ele “aperta” o gado no estábulo para se aliviar quando não pode “apertar” seres humanos.
Posteriormente o alb também foi equiparado ao diabo. A expressão em alemão Der Teufel hat dich geritten (lit. o diabo te cavalgou) deve ser entendida como sinônimo para Dich hat der Nachtalb geritten (lit. o alb te cavalgou).
Semelhante à Frau Holle, acusada de desalinhar tramas de lã e cabelos, também dizem que o alb dá nó nos cabelos soltos de gente e de animais. Por isso também se chama o alb de Alpzopf (trança de alb), Drudenzopf (trança de Drude), Wichtelzopf (trança de duende) e Weichselzopf (lit. trança de ginja, ou plica polonica).
Entre os séculos XIII e XIV se diferenciava na França entre os espíritos alb masculinos (íncubo = Auflieger, lit. “o que se deita por cima”) e femininos (súcubo = Unterlieger, lit. “o que se deita por baixo”), e dizia-se que possuíam uma mágica arte da sedução. Em 1318, isso foi explicitamente atestado em um julgamento de bruxas em Sorbonne (Paris).
A palavra “Mahr” vem da raiz germânica “mer” que significava “moer, triturar, esmagar”. Em alto alemão antigo, sueco antigo e moderno, polonês e islandês, “mara”; em alto alemão médio, anglo-saxão e norueguês, “mare”; em checo, “můra”; em eslovaco, “mora”, em vendo “murawa”, em inglês contido em “nightmare” e, em russo, em “кошмар” (do francês “cauchemar”). Após a Reforma Protestante, a palavra foi substituída por Alp ou Alb sem alterar seu significado. A senhora da guerra morrigain encontrada na mitologia irlandesa também está etimologicamente relacionada com “mara”.
Ivar Leon Menger tematiza o mahr em sua trilogia de audiolivros Monster 1983, disponível desde 2015, mas com muito apoio nas tradições.

## Literatura
- Woldemar Cubasch: Der Alp. Habel, Berlin 1877
- L. Petzold: Mahr(t). In: Reallexikon der Germanischen Altertumskunde (RGA). 2. Auflage. Band 19, Walter de Gruyter, Berlin/New York 2001, ISBN 3-11-017163-5, S. 175–176.
- Catharina Raudvere: … mara trað hann. Maragestaltens förutsettningar i nordiska förkristna själsförestillingar. In: Nordisk Hedendom. Et symposium. Odense 1991. S. 87–102.
- Moritz H. Strahl: Der Alp. Sein Wesen und seine Heilung. Enslin, Berlin 1833
- Carl-Herman Tilhagen: Mara. In: Kulturhistorisk leksikon for nordisk middelalder. Band 11, Kopenhagen 1966, Sp. 343–345.
- Johannes Künzig: "Schwarzwald-Sagen", Eugen Diederichs Verlag, 1976, S. 4–6.
- Ivar Leon Menger: Monster 1983, Audible 2015–2017